# Stamppot
Le  stamppot   est un plat traditionnel néerlandais fait d'un mélange de purée de pommes de terre et d'un ou plusieurs autres légumes, et parfois aussi de bacon. Ces légumes d'accompagnement sont traditionnellement la  choucroute, la scarole, le chou frisé, ou un mélange de carottes et d'oignons (cette dernière combinaison est connue sous le nom de hutspot). On peut aussi avoir des haricots comme dans le Blote billetjes in het gras (Fesses nues dans l'herbe, nom dû au mélange de haricots blancs et verts). Il est généralement servi avec des saucisses ou des viandes en sauce. Le stamppot peut être acheté déjà préparé dans le commerce. Il peut également être commandé dans les brasseries et restaurants.
L'origine du stamppot est inconnue, mais c'est un plat néerlandais renommé qui peut être bon marché et roboratif.

## Préparation dustamppot
Il existe deux manières de préparer le stamppot, la première étant la plus récente :
- le stamppot se prépare en faisant bouillir les légumes et les pommes de terre séparément. Ensuite, les pommes de terre sont ajoutées aux légumes dans un même récipient et l'ensemble est complètement écrasé. Certaines personnes ajoutent à ce mélange une compote de pommes soit pour en modifier le goût, soit pour le rendre plus moelleux. Une rookworst (saucisse fumée) est la viande préférée pour accompagner ce plat. Les Néerlandais font un petit creux au milieu du mélange de légumes pour y ajouter la sauce ;
- le stamppot peut aussi se préparer dans un récipient unique. Les pommes de terre, les oignons et les légumes choisis sont pelés et placés dans le pot avec la saucisse. L'eau est ajoutée et on porte le mélange à ébullition. Quand les légumes sont cuits et égouttés, on ajoute du lait, du beurre et du sel, puis l'ensemble est broyé. Un exemple en est le hutspot.

Aux Pays-Bas, ce mets est souvent servi avec de la compote de pommes ou bien des cornichons et des oignons au vinaigre.

## Plats similaires
- Bubble and squeak en Angleterre
- Colcannon en Irlande
- Rumbledethumps en Écosse
- Pyttipanna en Suède
- Biksemad au Danemark
- Trinxat de l'Empordà dans le nord-est de l'Espagne et en Andorre
- Roupa velha (« vieux vêtements » en portugais) au Portugal, souvent préparé avec des restes de cozido a portuguesa
- Stoemp en Belgique
- Papet vaudois en Suisse (Vaud)